# Білий потік (притока Горнаду)
Білий потік (словац. Biely potok) — річка в Словаччині, права притока Горнаду, протікає в округах  Рожнява і Списька Нова Весь.
Довжина — 10,0-11,0 км. Витік знаходиться в масиві Словацький Рай — на висоті приблизно 900 метрів. Протікає територією сіл Летановці; Сміжани; Спиські Томашовці і Стратена.
Впадає в Горнад на висоті близько 515 метрів.